# Rohrweiher (Maxlrain)
Der Rohrweiher ist ein Gewässer bei Maxlrain im Landkreis Rosenheim. 
Er befindet sich auf dem Gelände eines Golfplatzes beim Schloss Maxlrain.
Er entwässert über einen namenlosen Graben zum Freigraben, der wiederum nach kurzem Lauf in die Glonn mündet.

## Nachweise
1. ↑  https://v.bayern.de/2GjVJ